# Эксмо-АСТ
Эксмо-АСТ — российская издательская группа, основными составляющими которой являются крупные издательства АСТ и Эксмо. Возникла в 2012 году, на тот момент на неё приходилось 25 % всего книгоиздательского рынка России.

## Организационная структура
Издательская группа «Эксмо-АСТ» возникла в 2012 году, когда владелец издательства «Эксмо» Олег Новиков получил опцион на контроль над издательством АСТ. На ключевые позиции в «АСТ» были назначены менеджеры «Эксмо», и с начала июня 2012 года «Эксмо» начала управлять издательским бизнесом «АСТ». Фактически произошло слияние двух издательских компаний, крупнейших в России на тот момент. Новиков планировал купить и крупнейшего игрока на рынке детской литературы, издательство «Просвещение», но его опередила «Олма Медиа Групп». В 2014 году были приобретены издательство «Дрофа» (ориентировочная цена сделки — 2,5 миллиарда рублей) и «Вентана-Граф». В 2017 году в составе «Эксмо—АСТ» появилась корпорация «Российский учебник», контролировавшая примерно 30 % рынка учебной литературы. Однако осенью 2019 года стало известно, что ведутся переговоры о продаже корпорации; причиной тому стала, по словам Новикова, непрозрачная политика регулятора — российского государства. «Российский учебник» был куплен за шесть миллиардов рублей компанией «Руститанинвест», принадлежащей Алексею Кисину.
Две основных составляющих «Эксмо-АСТ» независимы друг от друга и даже конкурируют между собой. Частью холдинга являются также интернет-магазин book24, сеть дистрибуции, включающая девять региональных центров и два магазина Cash&Carry. В издательстве с 2005 года введена «дивизиональная система»: существуют три редакции («Художественная литература», «Детская и подростковая литература», «Non-fiction литература» — сейчас издательство "БОМБОРА" ), которые фактически стали специализированными издательствами с полным набором полномочий.
По состоянию на 2021 год Олег Новиков остаётся контролирующим президентом и акционером издательской группы.

## Оценки
На издательскую группу «Эксмо-АСТ» на момент её возникновения приходилось около 25 % рынка, а в художественной и публицистической литературе, по некоторым оценкам, до 70 %. Даже по отдельности «Эксмо» и «АСТ» входят в число 50 крупнейших издательств мира. Некоторые наблюдатели связывают с возникновением издательской группы угрозу монополизации книжного рынка в России.